# Ipnea
Ipnea là một chi bướm đêm thuộc họ Erebidae.